# Combinatiefunctionaris

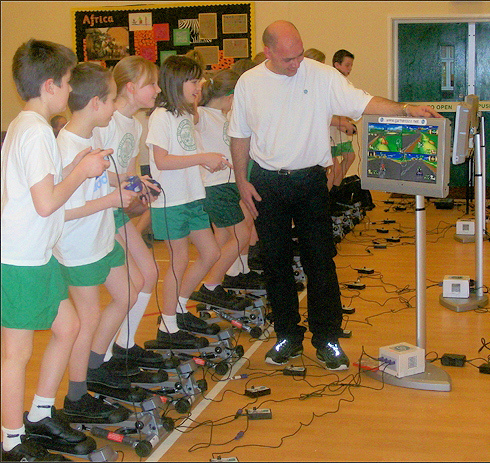
Sporten op school met een spelcomputer: door te bewegen kun je spelen.

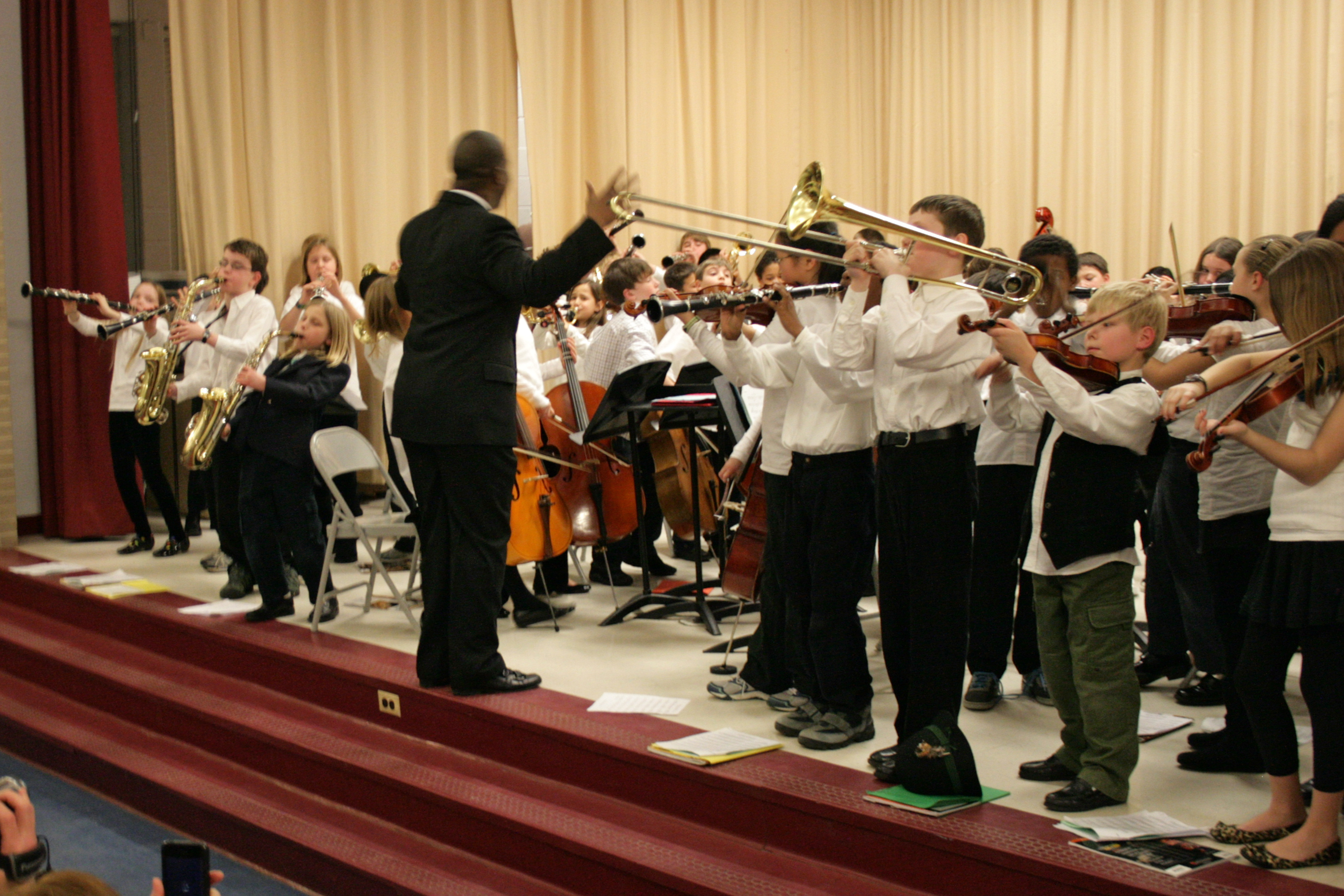
Kinderorkest

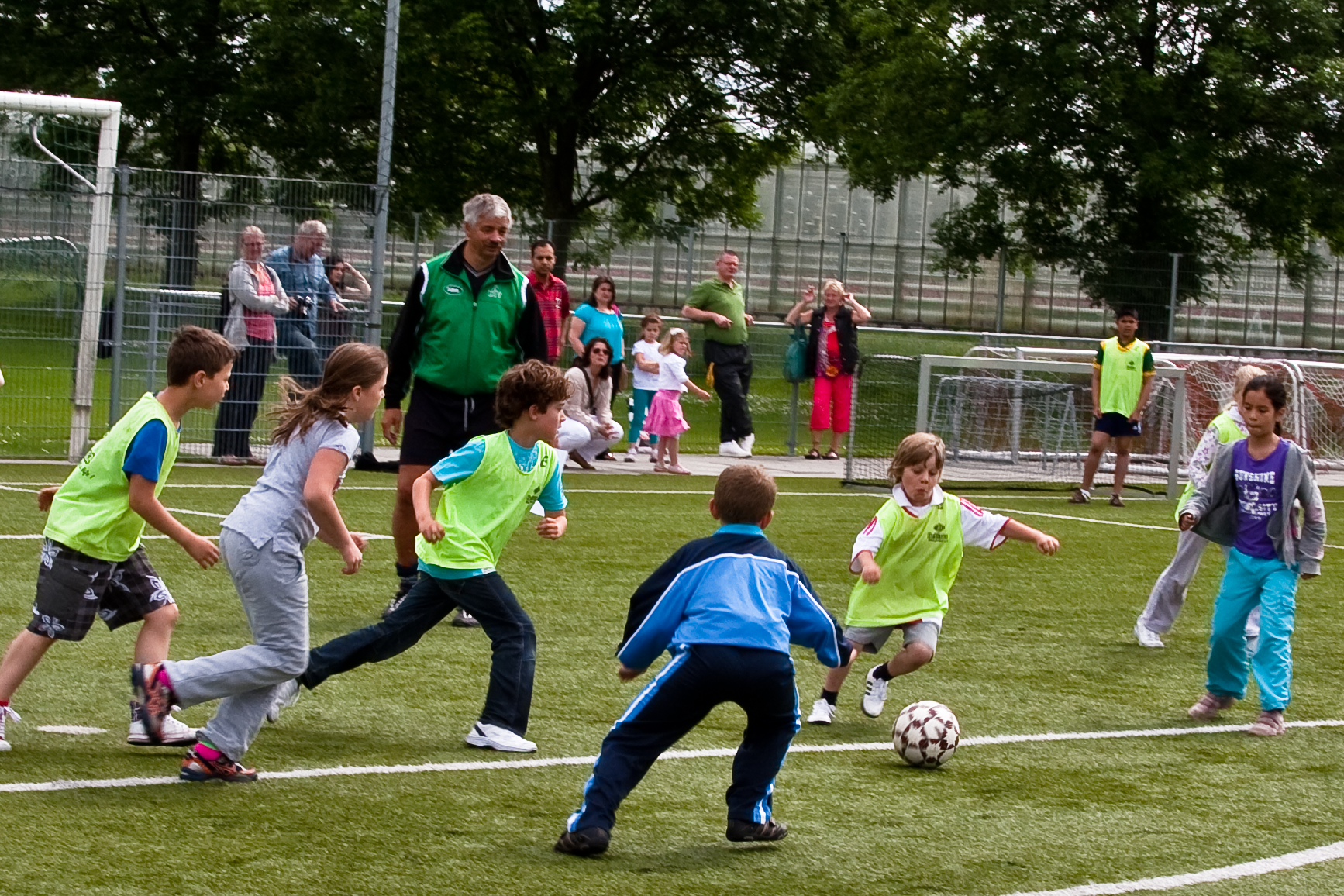
Jeugd in actie bij voetbalvereniging SEV.

Een combinatiefunctionaris is een persoon die een functie vervult waarbij de combinatie van verschillende sectoren een hoofdrol speelt. Een combinatiefunctie is een functie waarbij een werknemer twee of meer verschillende functies vervult bij één werkgever. Dit wordt pas als beroep gezien wanneer het leggen van een verbinding tussen de verschillende sectoren of werkvelden van de functie het belangrijkste doel is. Een combinatiefunctionaris versterkt de samenwerking tussen sectoren en geeft deze vorm.
In de praktijk zijn combinatiefunctionarissen veelal in dienst bij een gemeente en vormen ze de verbinding tussen onderwijs en sport of onderwijs en cultuur. Combinatiefunctionarissen hebben een achtergrond als specialist op het gebied van sport of cultuur. Daarnaast hebben ze kennis van de wijze waarop onderwijsorganisaties en verenigingsorganisaties zijn georganiseerd, van het opzetten van samenwerkingsverbanden en van pedagogiek.
Zowel scholen als sportverenigingen en cultuurorganisaties kunnen de hulp inroepen van een combinatiefunctionaris. 

## Ontstaan
Eind 2007 lanceerden de ministeries van VWS en OCW de 'Impuls brede scholen, Sport en Cultuur'. Behalve door de beide ministers is de Impuls ook ondertekend door de VNG, het NOC*NSF, de Verenigde Bijzondere Scholen en de Cultuurformatie. In de Impuls werd afgesproken om in de periode tot 2012 minimaal 2.500 structurele arbeidsplaatsen te realiseren voor combinatiefunctionarissen. Eind 2009 is dit met 10% verlaagd tot 2.250 functies omdat kwalitatief goede krachten duurder bleken dan verwacht waardoor het normbedrag per combinatiefunctionaris met ruim 10% werd verhoogd van € 45.000 tot € 50.000.
Het doel van het creëren van deze combinatiefuncties is vierledig:
- Uitbreiden van het aantal brede scholen met sport- en cultuuraanbod in zowel het primair als het voortgezet onderwijs.
- Versterken van ca. 10% van de sportverenigingen met oog op hun maatschappelijke functie en de inzet van sportverenigingen voor het onderwijs, de naschoolse opvang en de wijk.
- Stimuleren van een dagelijks sport- en beweegaanbod op en rond scholen voor alle leerlingen.
- Bevorderen dat de jeugd tot 18 jaar vertrouwd raakt met één of meer kunst- en cultuurvormen en het onder jongeren stimuleren van actieve kunstbeoefening.

## Functie-inhoud
Veel combinatiefunctionarissen geven les of instructie, bijvoorbeeld een gymdocent die ook werkzaam is op een sportvereniging of een muziekdocent die ook les geeft op een muziekschool. Voorbeelden van andere activiteiten van een combinatiefunctionaris zijn: het bieden van ondersteuning aan docenten in het basisonderwijs die zelf niet zo sportminded of cultuurminded zijn, het adviseren van scholen bij de organisatie van sportevenementen en sportdagen, de coördinatie van naschoolse activiteiten bij sportverenigingen en bij cultuurinstellingen en presentatie van nieuwe sporten. 

## Verdeling over de sectoren
De partijen die betrokken zijn bij de door de overheid gefinancierde combinatiefuncties hebben afgesproken dat deze functies als volgt over de sectoren worden verdeeld:
- 50% in de sportsector
- 44% in het onderwijs, te weten 34% in het primaire onderwijs en 10% in het voortgezet onderwijs
- 6% in de cultuursector

## Financiering
De kosten van een combinatiefunctionaris in het onderwijs of de sport- of cultuursector worden in het eerste jaar volledig door de rijksoverheid vergoed. Daarna betaalt de rijksoverheid 40% en moeten de gemeenten de rest bijdragen. De gemeenten mogen sinds eind 2009 een derde van hun bijdrage (dat wil zeggen 20% van de kosten van een combinatiefunctie) door derden laten betalen.